# Phönix (Währung)

Ein Phönix, Silber, 1828

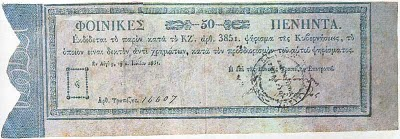
50 Phönix, Staatsnote, 1. Ausgabe vom 1. Juli 1831

Der Phönix (griechisch φοίνιξ) war die erste Währung des modernen griechischen Staates.  Sie wurde 1828 unter Ioannis Kapodistrias eingeführt und war in 100 Lepta unterteilt. Benannt nach dem mythischen Vogel Phönix, sollte er die Wiedergeburt Griechenlands nach der Erlangung der Unabhängigkeit symbolisieren. Der Phönix ersetzte den türkischen Kuruş im Verhältnis 6 Phönix = 1 Kuruş.
Eine Phönix-Münze war ca. 4,47 g schwer und wurde aus 898/1000 feinem Silber geprägt. Aufgrund des Mangels an Edelmetallen wurde nur eine geringe Zahl von Münzen geprägt,  weshalb die meisten Transaktionen weiterhin in ausländischer Währung durchgeführt wurden. 1831 wurden 300.000 Phönix als Papiergeld ohne Deckung durch Edelmetalle ausgegeben. Da diese von der Bevölkerung nicht angenommen wurde, kam es 1832 zu einer Währungsreform, in der der Phönix durch die griechische Drachme im Verhältnis eins zu eins ersetzt wurde. 
Das Phönix-Motiv wurde (statt eines Hoheitszeichens) auch auf einigen Drachmen-Münzen verwendet.